# Clipper Aviation
Clipper Aviation ist eine deutsche Fluggesellschaft mit Sitz in Dettingen an der Erms und Basis auf dem Flugplatz Flensburg-Schäferhaus.

## Geschichte
Clipper Aviation wurde 2001 als Himmelsschreiber Azur von Dietmar Knauer gegründet. Den Flugbetrieb und die Ausbildung übernahm Heiko Harms, er verließ Clipper Aviation und 2015 wurde er Mitbegründer der Baltic Seaplane.
Die Wasserflugplätze der Clipper Aviation befinden sich in Flensburg-Sonwik und am Plauer See.

## Dienstleistungen
Clipper Aviation führt Rundflüge über die Flensburger Förde, zu den Ochseninseln und der Mecklenburgischen Seenplatte durch. Zudem bietet Clipper Aviation noch Wasserflugtraining an.

## Flotte

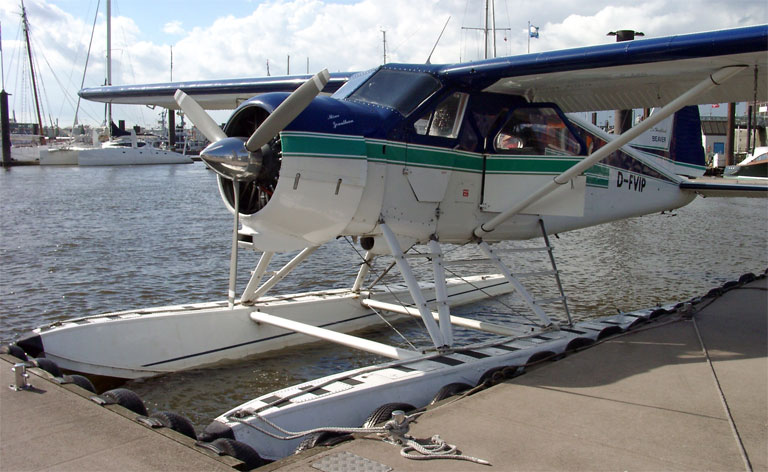
de Havilland Canada DHC-2 der Clipper Aviation

Die Flotte der Clipper Aviation besteht 2016 aus drei Wasserflugzeugen:
| Flugzeugtyp      | Anzahl | Kennzeichen | bestellt | Anmerkungen         | Sitzplätze |
| ---------------- | ------ | ----------- | -------- | ------------------- | ---------- |
| Cessna 206       | 1      | D-EHYW      |          |                     | 6          |
| Piper PA-18      | 1      | D-ESEA      |          |                     | 1          |
| Cessna 206 Soloy | 1      | D-ESKI      |          | Soloy ist ein Umbau | 5          |
| Gesamt           | 3      |             | –        |                     |            |

ehemaliges Flugzeug de Havilland Canada DHC-2 (D-FLEN).

## Zwischenfälle
Am 22. August 2009 überschlug sich eine Cessna T206H bei der Landung im Hamburger Hafen. Das Wasserflugzeug setzte mit ausgefahrenem Fahrwerk auf; dabei zerbrach die Frontscheibe und das Flugzeug wurde unmittelbar geflutet. Der Pilot konnte sich aus der Maschine befreien. Die beiden Passagiere konnten durch die Rettungskräfte nach rund 40 Minuten nur noch tot geborgen werden. Der Pilot war im Besitz einer gültigen Verkehrspilotenlizenz und war als Freier Mitarbeiter für Clipper Aviation tätig. Zum Unfallzeitpunkt hatte der Pilot 7141 Flugstunden in seinem Flugbuch verzeichnet, davon allerdings nur 34 in einem Wasserflugzeug.
Aufgrund des Unfalls hatte Clipper Aviation die Flugbetriebsanweisungen und Checklisten geändert und die Wasserflugstation am Boden gibt seit dem Tag auch über Funk eine Bestätigung an den Piloten durch, dass die Räder eingefahren sind.
Eineinhalb Jahre nach dem tödlichen Unfall erhob die Staatsanwaltschaft Anklage gegen den Piloten. Er wurde im Jahr 2012 in erster Instanz wegen fahrlässiger Tötung zu einer Freiheitsstrafe von neun Monaten auf Bewährung verurteilt. In der Berufungsinstanz wurde das Strafmaß in eine Geldstrafe umgewandelt.